# Abraham-síksági csata
Az Abraham-síksági csata (Angolul: Battle of the Plains of Abraham; Franciául: Bataille des Plaines d'Abraham) 1759. szeptember 13-án lezajlott, a hétéves háború részét képező amerikai brit–francia gyarmatháború döntő ütközete, amely a francia uralom végét jelentette Kanadában. A csata során mind a briteket vezető James Wolfe, mind francia ellenfele, Louis-Joseph de Montcalm márki elesett.

## Előzmények
Jamestown 1607-es és Québec 1608-as alapításával az angolok és franciák közötti verseny megindult Észak-Amerikáért. Az angolok (később britek) többször megpróbálták elfoglalni az észak-amerikai francia gyarmatok központjának számító stratégiai fontosságú Québecet a Szent Lőrinc-folyó partján, amely indián nevének jelentése a hely ahol a folyó összeszűkül, de terveik sorra kudarcot vallottak. Ennek ellenére a brit terjeszkedés egyre jobban fenyegette francia Kanadát.

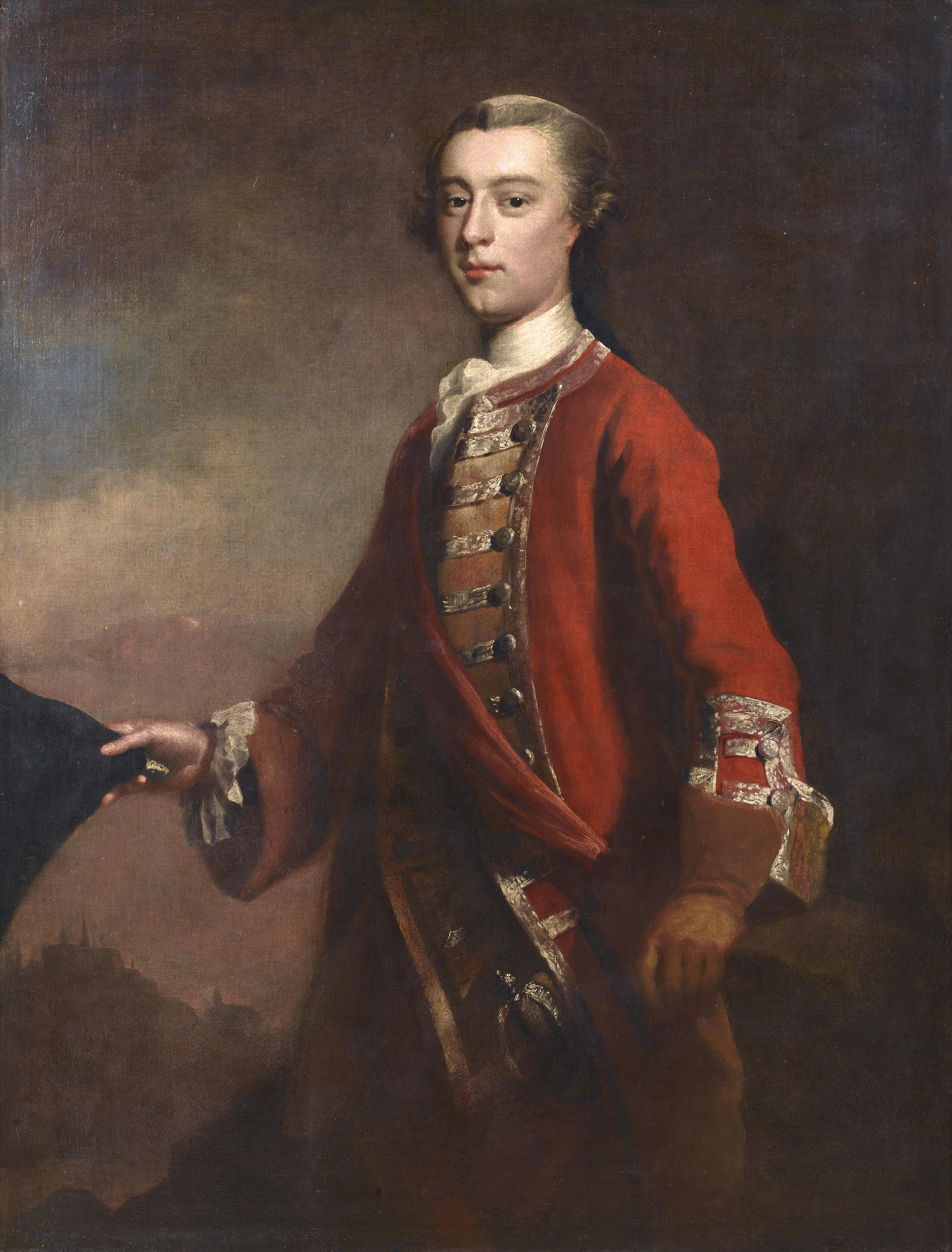
James Wolfe, a brit haderő vezetője és Montcalm fiatal ellenfele. Tehetséges és ambiciózus katona, akit arrogáns jelleme miatt tisztjei nemigen kedveltek.

A csatát megelőző évben (1758) a britek elfoglalták a Szent Lőrinc-folyó kapujának számító Louisbourg erődjét a mai Új-Skócia területén, amivel megnyílt az út Québec felé. Az ostrom során kitüntette magát James Wolfe altábornagy, akire a következő évi kanadai invázió három brit hadtestének az északról Québec felé vonuló részét bízták. Mivel Kanada folyói ősztől tavaszig befagynak, és ezért az invázióhoz oly fontos hajók számára járhatatlanok, Wolfe és a brit vezérkar egy része Nagy-Britanniában telelt át, készülve a következő évi invázióra. 
Wolfe 8000 reguláris katonával 1759 nyarán érkezett meg Québechez. Ellenfele, Montcalm több emberrel rendelkezett, ám köztük sok volt az irreguláris milícia is, akik nem voltak hozzászokva az európai harcmodorhoz. A kor szokásai szerint a szemben álló felek bort és kenyeret küldtek egymásnak a lovagias harcmodor jeléül. A francia Kanada vezetői tudták, ha nem kapnak erősítést Európából, és a briteknek sikerül még tél előtt partra szállniuk a folyó másik oldalán, akkor Új-Franciaország elveszhet. Wolfe a folyó déli oldalán állította fel bázisát, ahonnan lövetni kezdte a várost, valamint megkísérelt partra szállni Québectől északkeletre, ám nagy veszteségeket szenvedve visszavonulni kényszerült a beauport-i csata során. Sokan azt gondolták: Québec megmenekült, és az ostromnak vége.

## A csata

Wolfe kezdeti helyzete szinte reménytelen volt: kevesebb ember és tüzérség, a lovasság teljes hiánya, csupán néhány napi ellátmány, Louis Antoine de Bougainville hadteste északon valamint az evakuálás lehetetlensége. Nem csoda ha a győzelmet később sokan a gondviselésnek tulajdonították.

A helyzet kezdett reménytelen lenni. Wolfe szervezete kezdte felmondani a szolgálatot, tisztjeivel és katonáival való viszonya feszült volt, valamint egyre közeledett a kanadai tél, amikorra fel kellett hagyni minden ostrommal. Wolfe tisztjei egy merész, de kockázatos tervvel álltak elő, miszerint a britek partra szállhatnának Québectől délnyugatra. Wolfe, aki megtudta, hogy Montcalm csapatokat szándékozik leküldeni a folyón, annyiban változtatta a tervet, hogy a városhoz közelebbi Anse-au-Foulon meredek sziklás szirtjére tette át a partraszállást. Valószínű, hogy mind a betegségére szedett narkotikumok hatása alatt, mind pedig egy esetleges vereség szégyene miatt szánta el magát merészebb és meggondolatlanabb tervre. Katonáinak egy, a korban népszerű de borús verset olvasott fel, Thomas Graytől, az Elegy Written in a Country Churchyard-ot (Elégia egy falusi temetőben), amelynek egyik versszaka a következő: 
The boast of heraldry, the pomp of power,

And all that beauty, all that wealth e'er gave,

Awaits alike th' inevitable hour:-

The paths of glory lead but to the grave.

Címer-hivalgás, pompa, hatalom,

s minden szépség, mely ezekből ered,

eléri végóráját egy napon;

a diadal-út is a sírhoz vezet.

(Ford. Jékely Zoltán)
Ezután embereit csónakokba tette, és az éj leple alatt átkeltek a folyón. A part előtt elmenő csónakokat látva néhány francia katona, akik számítottak a Montcalm által időközben visszavont csapatmozgásra, odakiáltottak a briteknek franciául: "Qui vive?" − Ki éljen? Wolfe csapatai között volt egy bizonyos Simon Fraser nevű talpraesett skót tiszt, aki, mint sok skót a korban, folyékonyan beszélt franciául és az elvárt válasz helyett (Le Roi − A király) visszakiáltott: "Silence, ce sont les provisions de Montréal!" − Csendet, ez a Montréalból érkező szállítmány! Ezzel sikeresen eloszlatott minden gyanút.

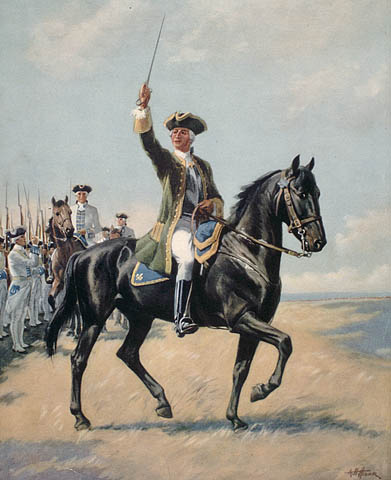
Louis-Joseph de Montcalm, a francia csapatok vezetője. Ellentétei Vaudreuil kanadai kormányzóval és elhamarkodott döntései a csata során döntően hatottak a háború kimenetelére.

Wolfe a partraszállás után előreküldött egy szuronyos osztagot, hogy biztosítsák a szirt tetejét. Feladatuk könnyen teljesíthető volt, mivel a területet őrző francia katonák nagy részét tisztjük elküldte segíteni a betakarításban, gondolván, az Anse-au-Foulon szikláinál nem kell számítani támadásra. Másnap reggelre Montcalm arra ébredt, hogy több ezer brit katona sorakozott fel az Abraham-síkon.
Montcalm Wolfe megtámadása mellett döntött, és nagyjából hasonló számú katonával megindult. Sokan közöttük képzetlenek voltak, és inkább a gerilla-hadviseléshez, mint az európai harcmodorhoz voltak szokva. Wolfe hadseregét kétsorosra rendezte, ezzel nyújtva el, és megparancsolta katonáinak két puskagolyó töltését muskétáikba, ezzel növelve tűzerejüket. A francia csapat megindult, hogy a vékony brit vonalat egy erőteljes támadással középen kettészakítsa, majd pedig felőrölje, ám a katonák fegyelmezetlenül haladtak, távolról lövéseket adtak le, és mikor túl közel értek a britekhez, azok rájuk zúdították dupla lövéseiket. Rövid párbaj után a franciák rohanni kezdtek hátukban a skót felföldiekkel, akiket csak a bozótból fedező francia segédcsapatok tüze fordított vissza. A csata nem tartott tovább fél óránál, de Montcalm is és Wolfe is halálos sebet kapott, a britek pedig sikeresen kialakították hídfőállásukat.

## Következményei
Vaudreuil kanadai kormányzó a vesztes csata után úgy döntött, hogy elhagyja Québecet, és visszavonul Montréalba. Québec francia parancsnoka a túlerő miatt hamarosan feladta a várost a briteknek, akiknek a saját tüzérségük által porig rombolt városban kellett áttelelniük. A franciák a következő évben megpróbálták visszafoglalni a várost, ám a brit erősítés miatt vissza kellett vonulniuk Montréalba, hogy 1760-ban a három oldalról támadó britek előtt végképp kapituláljanak.

## A művészetekben
- A csatának Benjamin West 1770-es, Wolfe tábornok halálát ábrázoló képe állít az utókor számára méltó emléket. (Ez a kép látható jobbra fent.)
- A háború és a csata elevenedik meg Teknős Péter Háború a vadonban című ifjúsági regényében.